# 국립미술관 (일본)
독립행정법인 국립미술관(独立行政法人国立美術館)은 일본에서 다음의 국립 미술관 5관을 관리, 운영하는 독립 행정 법인이다.
- 도쿄 국립근대미술관
- 국립서양미술관
- 교토 국립근대미술관
- 국립국제미술관
- 국립신미술관

독립 행정 법인 국립 미술관은 1999년에 성립된 국립 박물관법에 따라 2001년 4월에 설치되었다. 직원 수는 약 121명으로 임원은 이사장, 이사 (3명), 감사로 구성된다. 본부는 도쿄 국립 근대 미술관에 있으며 본부 직원은 현대 미술관 직원을 겸임하고있다.